# Хмільницький палац
Палац графа Ксідо — визначна пам'ятка у Хмільнику, збудований у 1911—1915 рр. за проектом академіка Фоміна над мальовничим берегом Південного Бугу поблизу старих замкових мурів 15-16 століття. Являє собою еклектичне поєднання стилів різних епох. Так, якщо подивитись на палац з різних боків, то навіть важко повірити, що це один й той самий будинок. З боку річки відкривається панорама ренесансного замку з баштами у кутках, а от парадний фасад будівлі з колонадою над головним входом — взірець архітектури класицизму.

## Історія палацу
У 1534 році великий гетьман коронний Ян Тарновський обніс Хмільник кам’яним муром із баштами. Канал, викопаний між Південним Бугом і його притокою, річкою Пастушою, перетворив фортецю на острівну твердиню. Для католицької громади 1603 року звели ренесансний костел Усічення голови Івана Предтечі, який після численних перебудов зберігся донині. 
1594 року загони Северина Наливайка захопили місто. У 1637 році ситуація повторилася: цього разу до міста увірвався Павло Бут. Козаки зробили ще одну вдалу спробу заволодіти Хмільником — у 1659 році тут навіть була резиденція гетьмана Івана Виговського.
Згодом Хмільнику стояв турецький гарнізон. Яничари перш за все заходилися укріплювати замок і зводити мечеть. 
За турками знову повернулася Річ Посполита, а ще за століття місто увійшло до складу Російської імперії. Замок почав руйнувався.
Грек за походженням, російський дворянин Костянтин Ксідо прибув в кінці 19 століття в чині офіцера у Хмільник на службу в батальйон Казанського піхотного полку, який придушував Кармелюкові постання подільських селян. Поміж військових справ Ксідо не оминав світських балів, на яких запаморочив не одну юну голову у модному капелюшку. Нічого не бракувало видному кавалеру, крім одного — він не був із заможних. І так Ксідо, можливо, й залишився б на військовому жалуванні, якби не «продав» свою красу. Відкинувши популярність серед перших красунь, Ксідо, за порадою Івана Буніна, який служив у цьому ж полку по сусідству в Летичеві, зробив пропозицію графині Єкатєріні Лєвашовій.  Родині Лєвашових, яка мешкала в Санкт-Петербурзі, окрім землі та нерухомості в Хмільнику, належали ще 28 навколишніх сіл. Будівництво маєтку було розпочате в 1911 році. В 1915 році роботи були припинені в зв'язку з тим, що К. Ксідо вирушив на Першу світову війну.
З боку річки замок обкладений кам'яною плиткою, щоб нагадував фортецю, а з іншого зроблений під класичний стиль панського маєтку з білими колонами й балконами. Який був кінцевий задум — невідомо. Ксідо не особливо переймався будівництвом, бо хмільницька резиденція більше була дачею. Вони жили переважно в Петербурзі, а після революції емігрували на захід. Ходять легенди, що у 1943 році Ксідо знову з'явився в Хмільнику. Нібито з Чехії, куди одразу повернувся. Лише поблукав своїм замком і зустрівся зі своїм колишнім лакеєм. Ксідо тоді вже мало б бути 64 роки.
Історичні відомості про історію палацу та замку на місці якого побудований палац зберігаються в історичному музеї Хмільника , який діє в уцілілій вежі кам'яної фортеці.

## Галерея

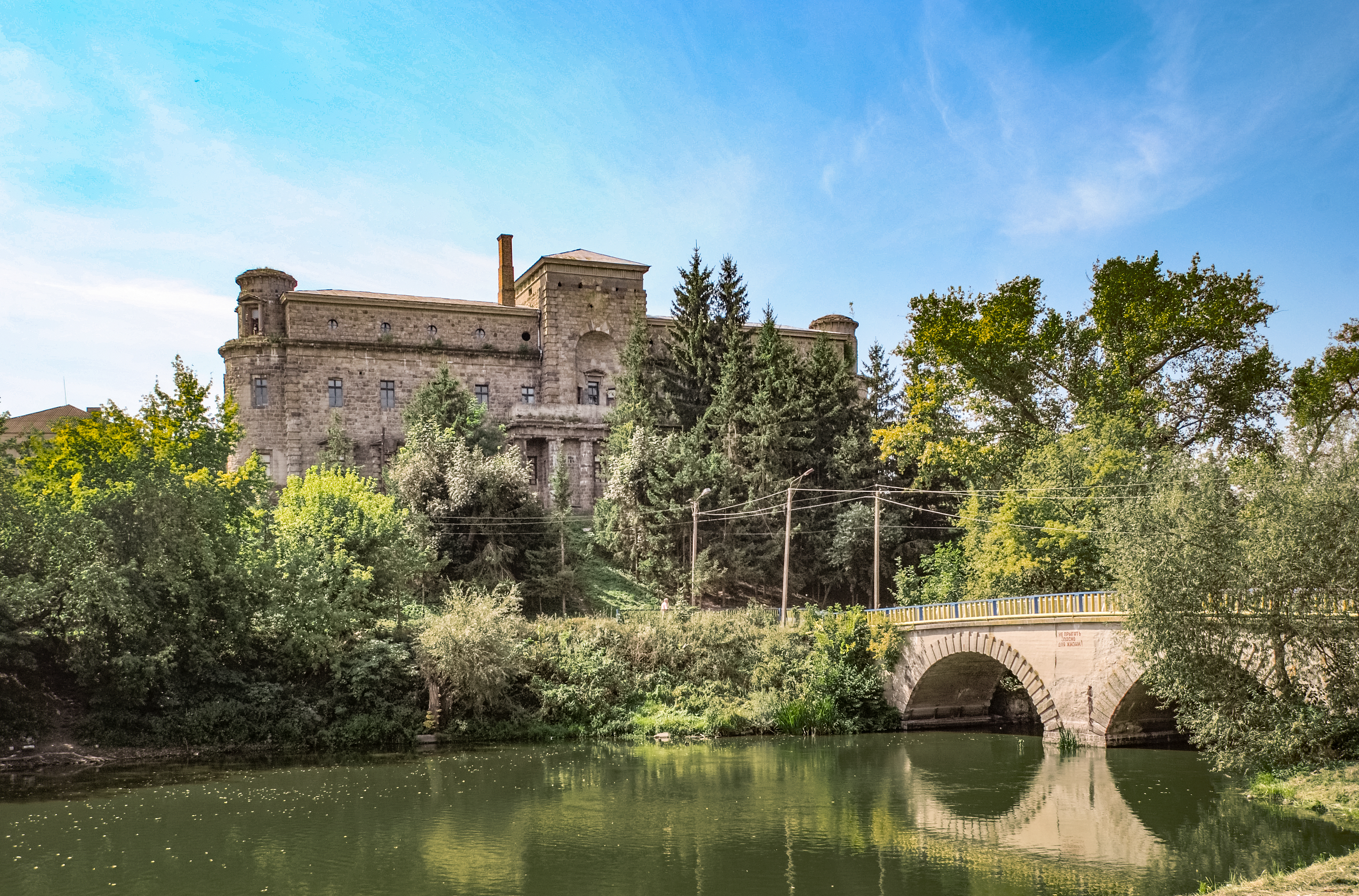
Палац з боку Південного Бугу
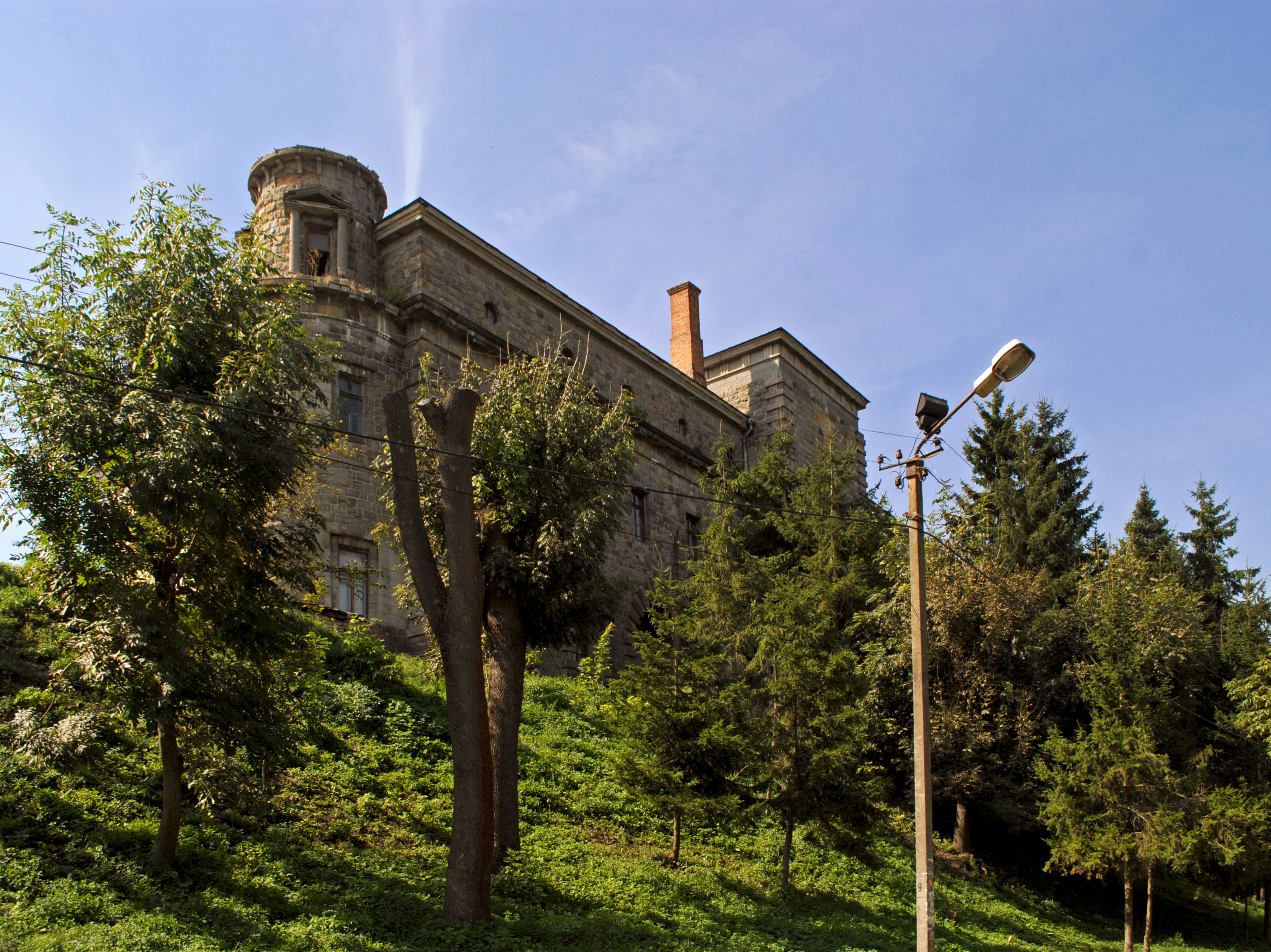
Палац графа Ксідо з боку річки
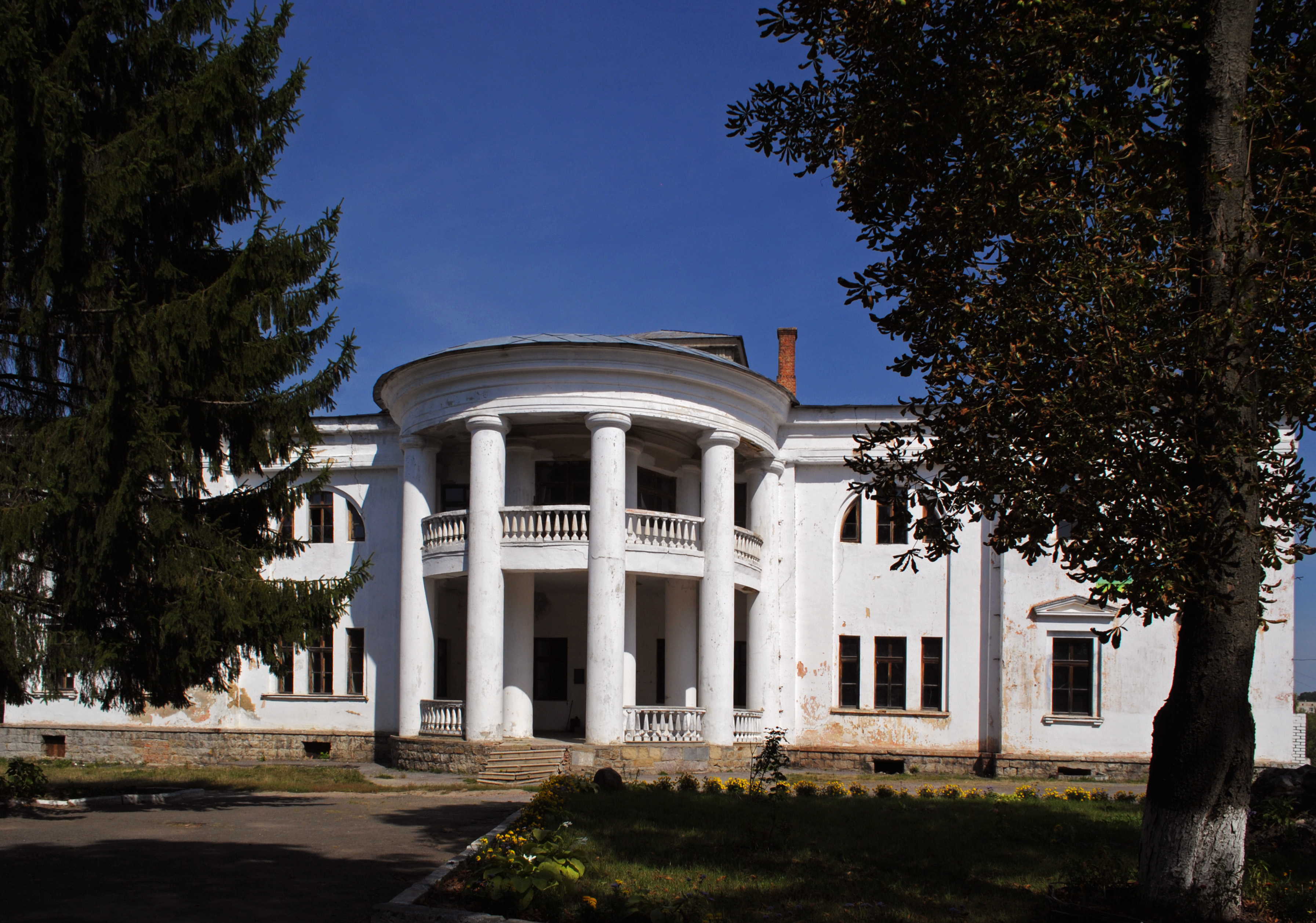
Палац графа Ксідо. Вигляд з протилежного боку
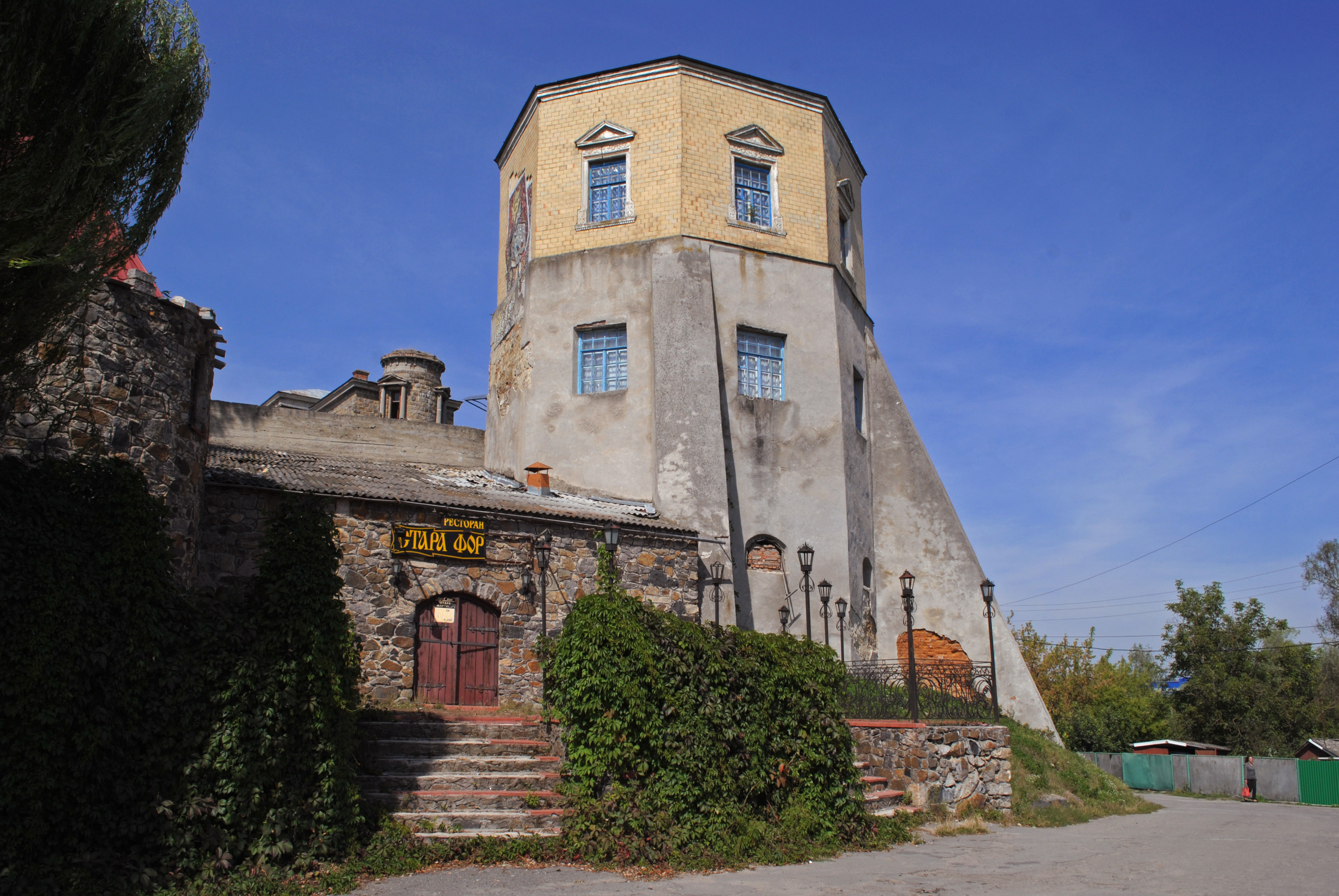
Вежа, що залишилась від замку. Позаду Палац графа Ксідо. Поряд новозбудований ресторан
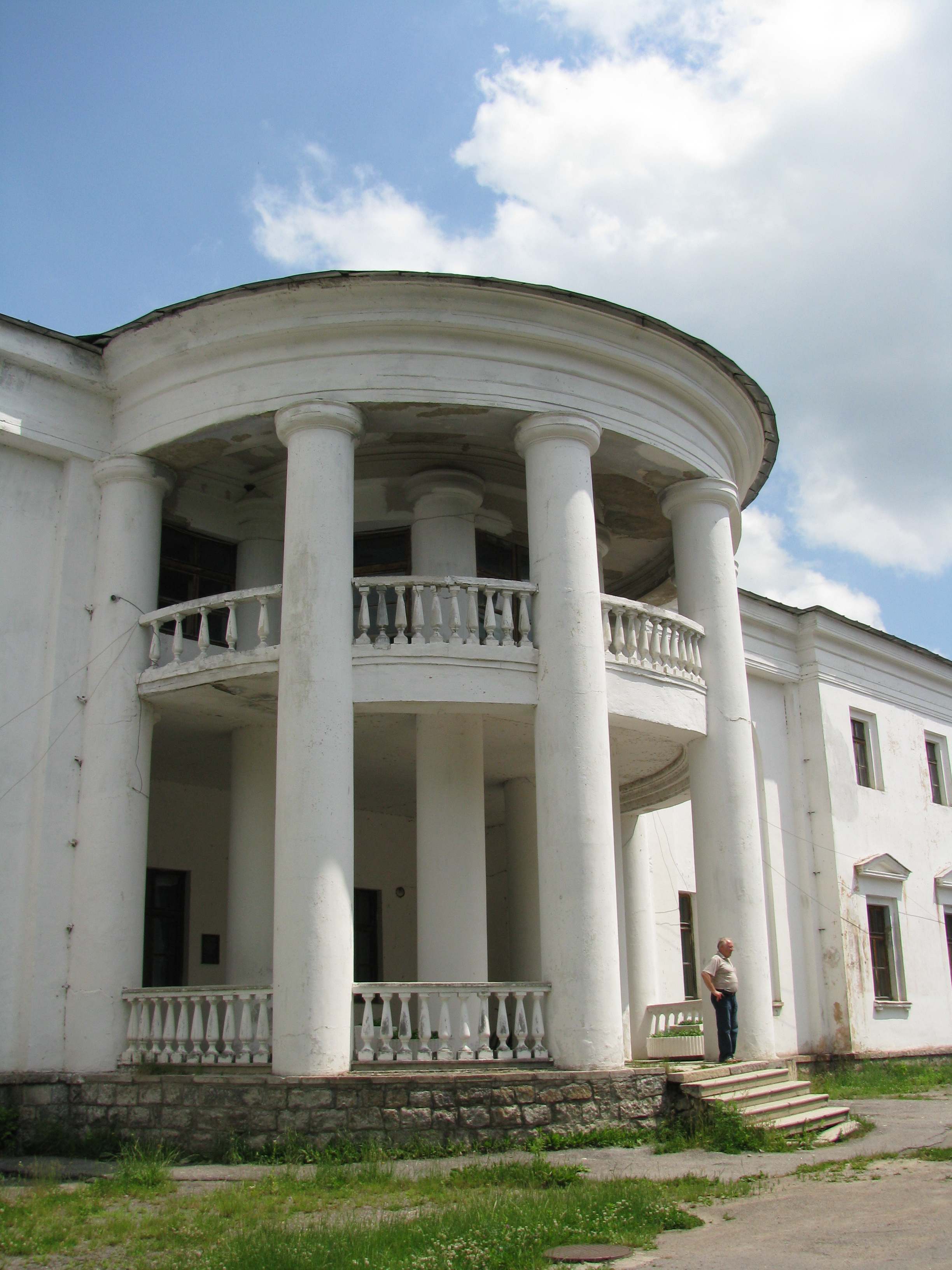
Головний вхід
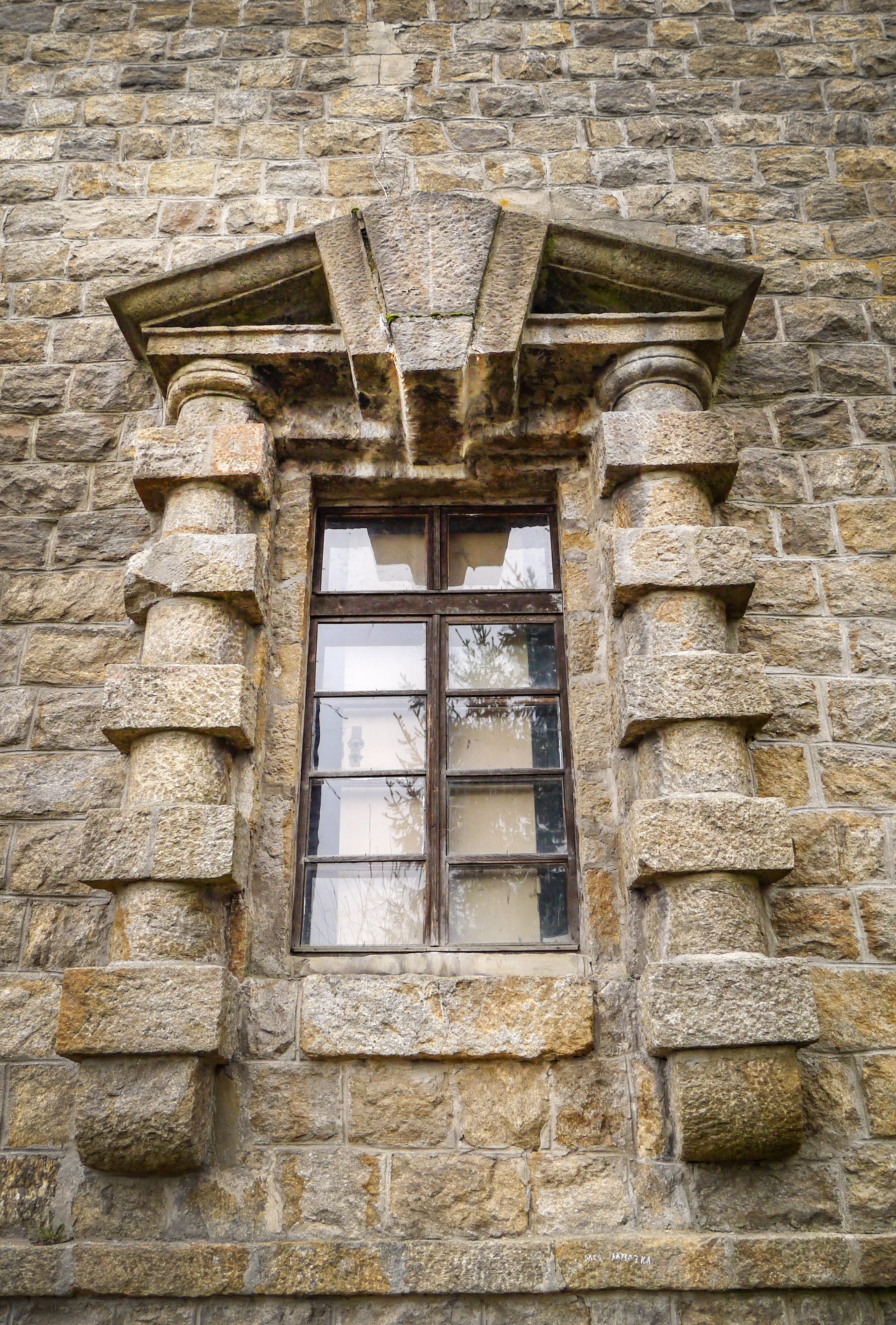
Вікно палацу
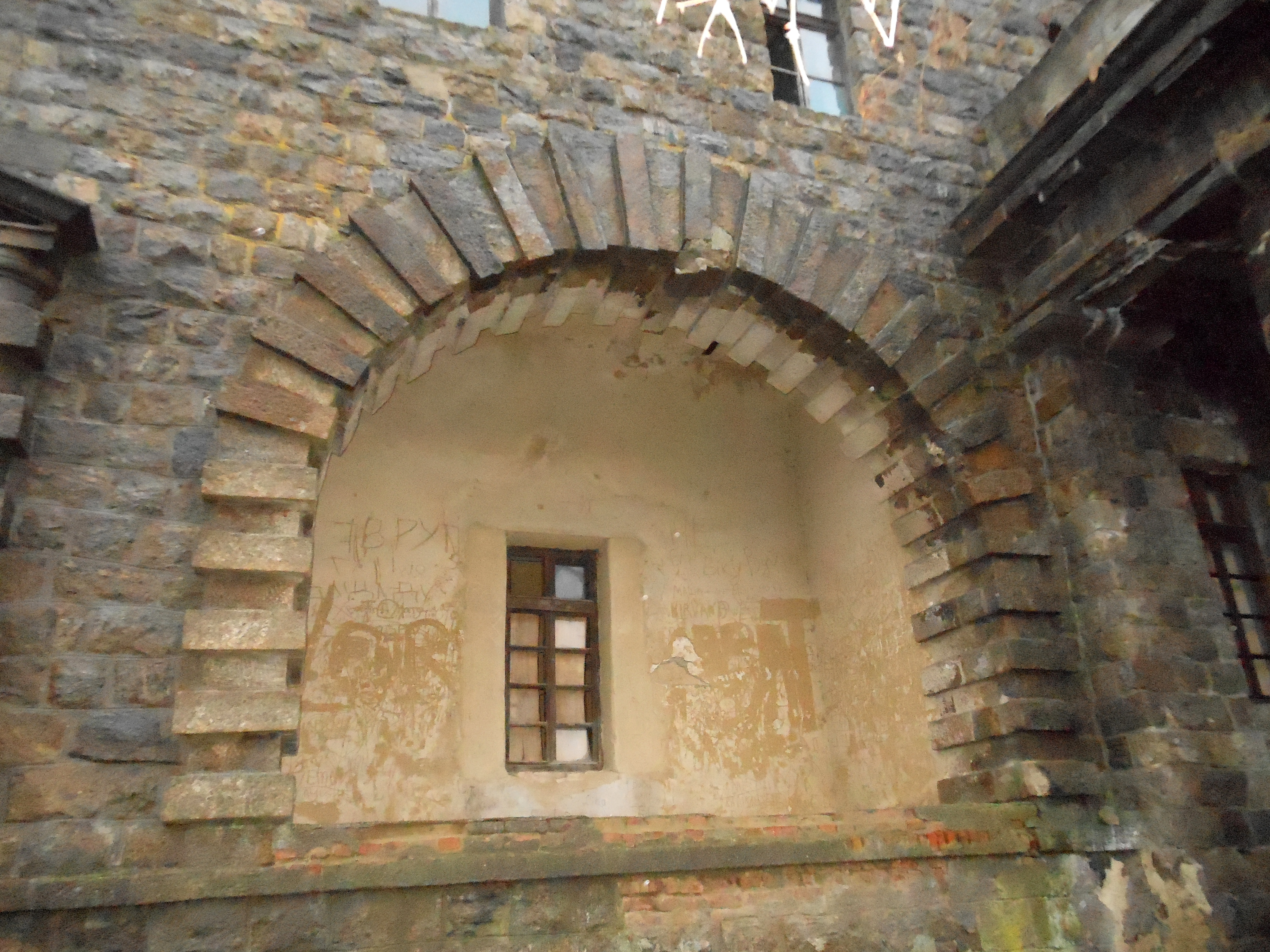
Вікно палацу (сторона від річки)
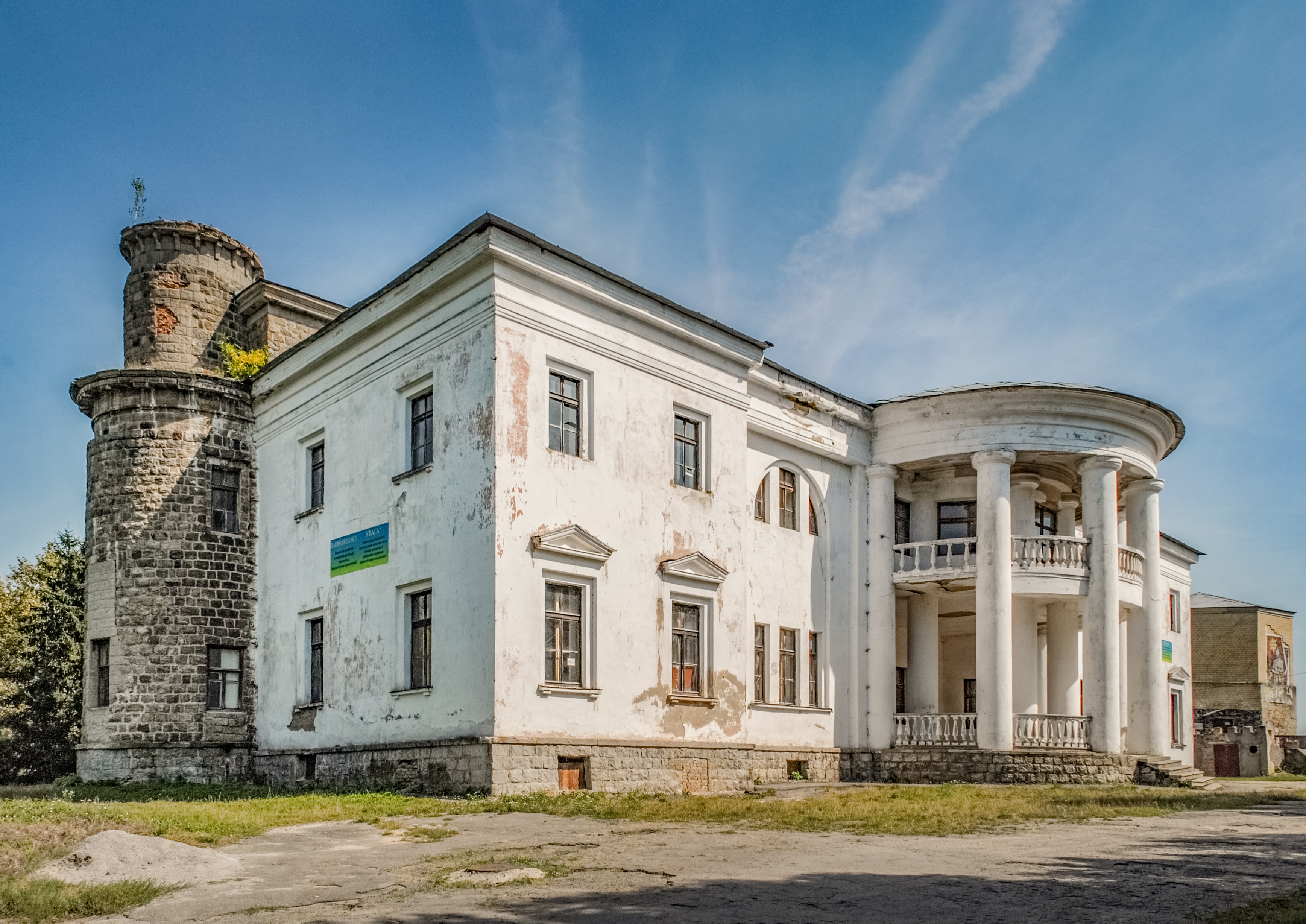
Вигляд зі сторони вежі
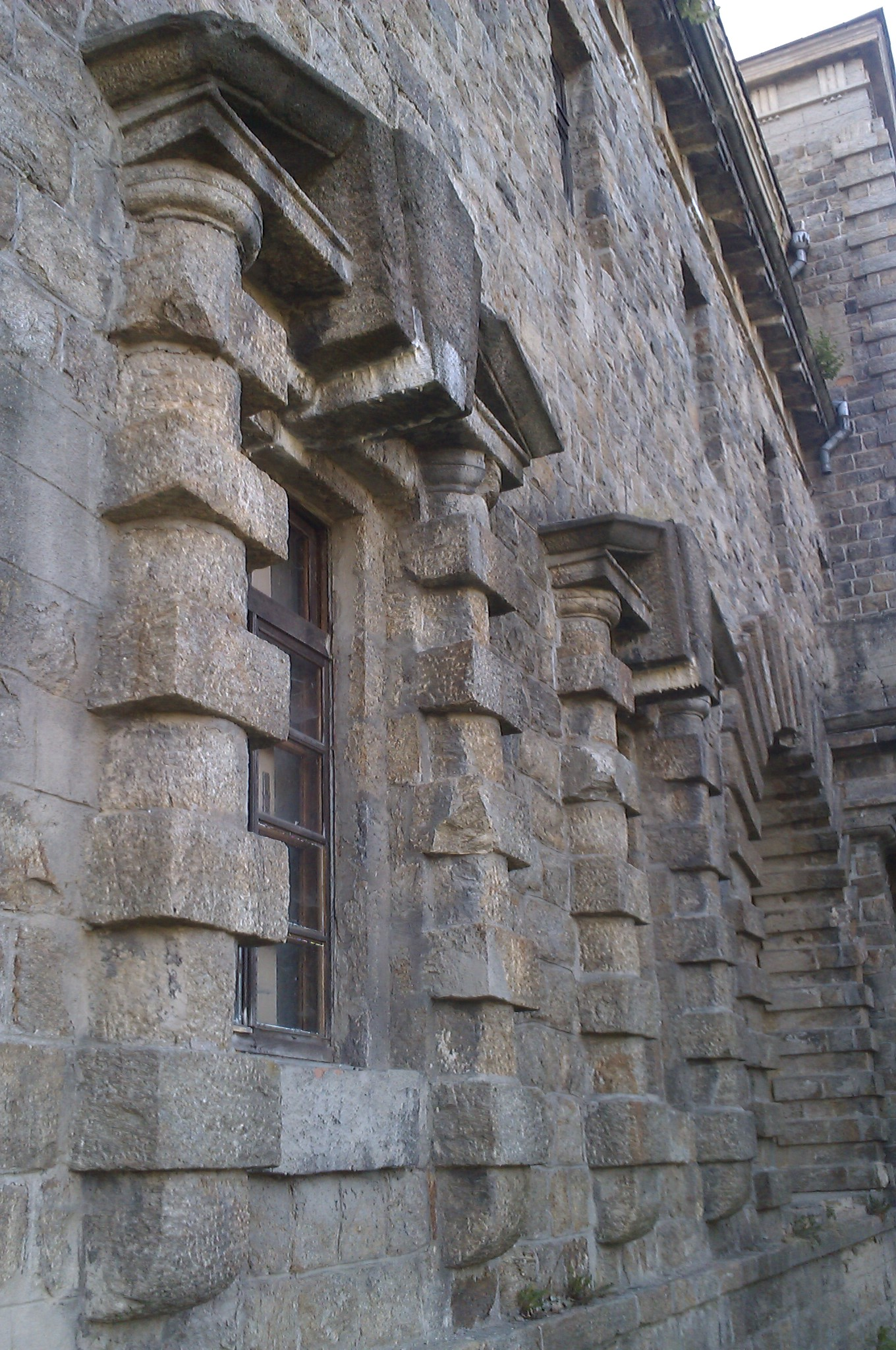
Стіна з вікнами
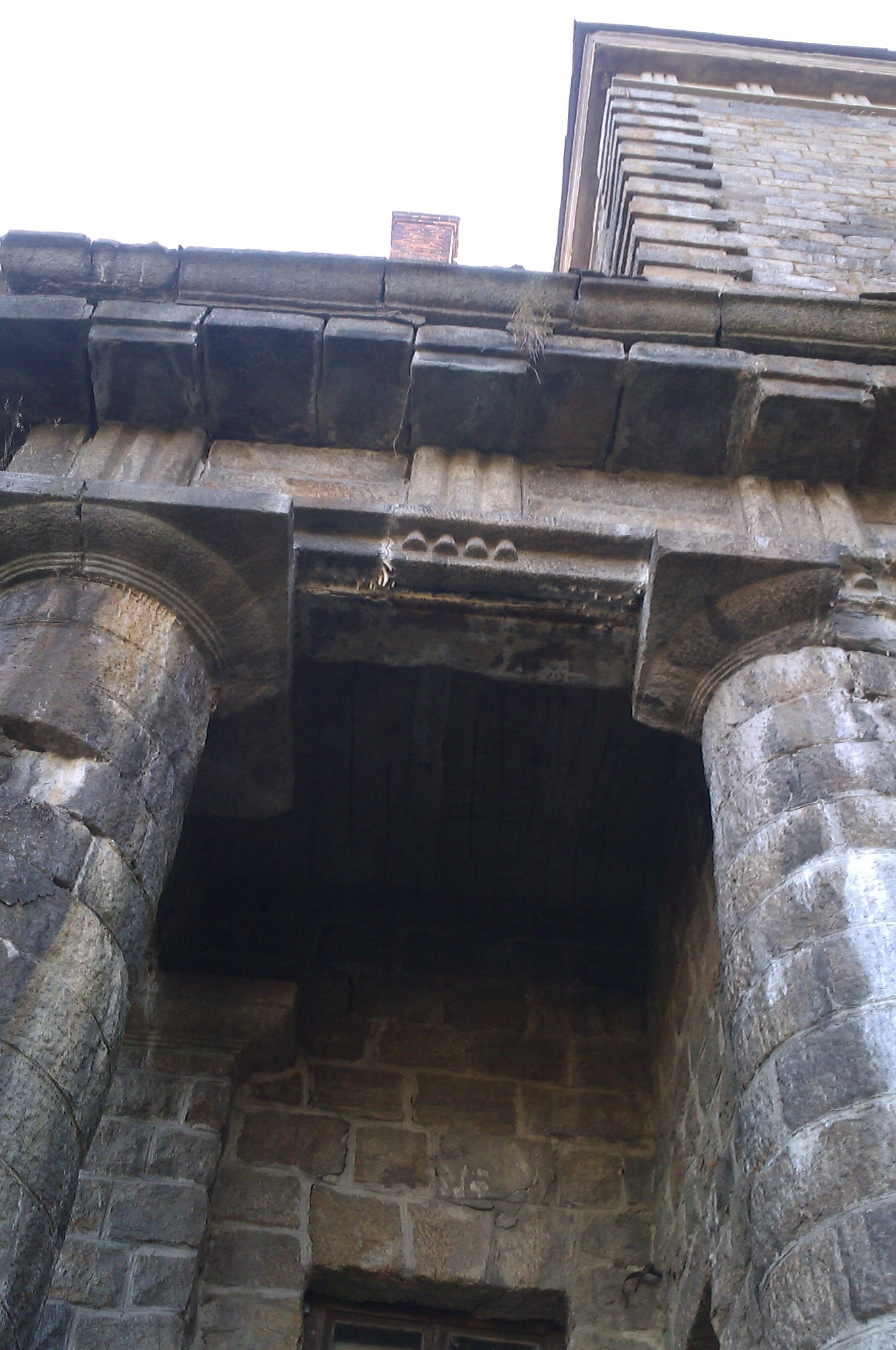
Елементи фасаду